# Ensemble 415
Das Ensemble 415 war ein 1981 von der Schweizer Geigerin Chiara Banchini in Genf gegründetes und geleitetes instrumentales Barockensemble.

## Geschichte
Der Name des Ensembles weist auf den Kammerton der Instrumentenstimmung in Hertz hin, der in der Musizierpraxis auf historischen Instrumenten derzeit häufig angewandt wird, er war gleichzeitig Programm der Formation. Die Aufführungen des Orchesters strebten mit dieser Instrumentenstimmung historische Authentizität an. Die Aufführungen zeichneten sich durch einen strengen technischen Ansatz nach philologischen Kriterien und unter Verwendung authentischer historischer Instrumente aus.
Das Ensemble präsentierte Meisterwerke des italienischen Barock sowie Werke von Luigi Boccherini und Wolfgang Amadeus Mozart. Ein Höhepunkt der Aufführungen des Ensembles war das Stabat mater von Antonio Vivaldi zusammen mit dem Countertenor Andreas Scholl. 2010 tourte das Orchester durch Japan und die Vereinigten Staaten.
Nach 30-jährigem Bestehen des Orchesters gab Chiara Banchini am 8. Januar 2011 mit dem Orchester und mehr als 60 Musikern, unter anderem Studenten und Professoren der Schola Cantorum Basiliensis, ein großes Abschiedskonzert im Stadtcasino Basel. Auf dem Programm standen Concerti Grossi von Arcangelo Corelli und Sonaten aus dem Armonico tributo von Georg Muffat.

## Diskografie
- 1988 – Johann Sebastian Bach, Cantate BWV 35, 82, 53 (Harmonia Mundi)
- 1990 – Luigi Boccherini, Quintettes avec Contrebasse (Harmonia Mundi)
- 1992 – Luigi Boccherini, Stabat Mater, con Agnès Melon, soprano (Harmonia Mundi)
- 1992 – Antonio Vivaldi, Sonate a tre "La Follia"; Sonate a due violini (Harmonia Mundi)
- 1992 – Giovanni Battista Sammartini e Giuseppe Sammartini, Concerti & Sinfonie (Harmonia Mundi)
- 1992 – Arcangelo Corelli, Concerti grossi, Op. 6 (Harmonia Mundi)
- 1993 – Johann Schobert, Quatuors; Trios; Sonates (Harmonia Mundi)
- 1993 – Luigi Boccherini, Quintettes avec Deux Altos (Harmonia Mundi)
- 1994 – Wolfgang Amadeus Mozart, String Quintets, K515 & K516 (Harmonia Mundi)
- 1995 – Giuseppe Tartini, Concertos (Harmonia Mundi)
- 1995 – Antonio Vivaldi, Stabat Mater, con Andreas Scholl (Harmonia Mundi)
- 1996 – Georg Muffat, Armonico tributo (Harmonia Mundi)
- 1997 – Luigi Boccherini, Symphonies (Harmonia Mundi)
- 1998 – Arcangelo Corelli, Concerto di Natale (Harmonia Mundi)
- 1998 – Henrico Albicastro, Cantate, Sonate & Concertos (Harmonia Mundi)
- 1998 – Luigi Boccherini, Sextours à cordes (Harmonia Mundi)
- 2003 – Francesco Geminiani, Concerti Grossi No. 1, 3, 5, 8, 10, 11 e "La Follia" (Zig Zag Territoires)
- 2004 – Giovanni Bononcini, La Nemica d’Amore fatta Amante (Zig Zag Territoires)
- 2004 – Francesco Geminiani, 12 Concerti Grossi (Zig Zag Territoires)
- 2005 – Concerti napoletani per violoncello (Zig Zag Territoires)
- 2005 – Giuseppe Valentini, Concerti Grossi e a Quattro Violini, Op. VII (Zig Zag Territoires)
- 2007 – Wolfgang Amadeus Mozart, Concertone (Zig Zag Territoires)
- 2008 – Antonio Vivaldi, Concerto a Quattro Violini; L’Estro Armonico (Zig Zag Territoires)
- 2009 – Tomaso Albinoni, Sinfonie a Cinque, Op. 2 (Zig Zag Territoires)